# ديفيد كوتيه
ديفيد كوتيه هو سياسي كندي، ولد في 10 فبراير 1915 في مونتريال في كندا، وتوفي بنفس المكان في 8 مارس 1969. نشط حزبياً في Parti social démocratique du Québec ‏. وقد انتخب عضو الجمعية الوطنية في كيبك ‏.